# Sønderborg Amt

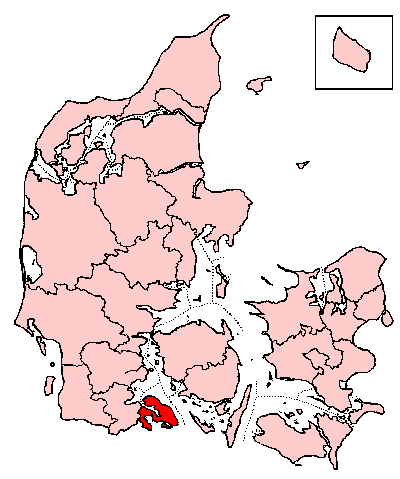
Lage des Sønderborg Amt in Dänemark

Sønderborg Amt (benannt nach der Stadt Sønderborg) war von 1920 bis 1932 ein Amtsbezirk in Dänemark.

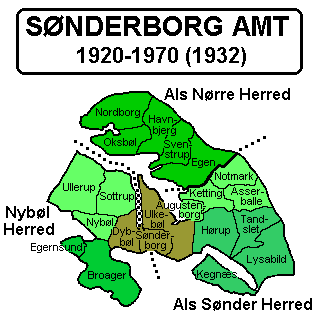
Sønderborg Amt. Mit unterschiedlichen Grüntönen sind die Gebiete der sechs Kommunen markiert, die durch die Kommunalreform 1970 entstanden sind und danach zu Sønderjyllands Amt gehörten.

Als Nordschleswig 1920 an Dänemark abgetreten wurde, entstand aus dem preußischen Kreis Sonderburg das Sønderborg Amt. Es bestand aus drei Harden (dän. Herred):
- Als Nørre
- Als Sønder
- Nybøl

Amtsvorsteher war in der gesamten Periode Christian Ludvig Lundbye (1873–1947). Während der Vorbereitung der Volksabstimmung in Schleswig 1920 war er Dänemarks Vertreter bei der Internationalen Kommission (CIS) in Flensburg gewesen. 1931 wechselte er auf den Posten des Stiftsamtsmanns in Hadersleben.
Bereits 1932 wurden Sønderborg Amt und das benachbarte Aabenraa Amt zum Aabenraa-Sønderborg Amt zusammengefasst. Dabei bewahrten beide Amtskreise ihre Funktion als politische Einheit (amtsrådskreds), indem zwei getrennte Amtsvertreterversammlungen bestehen blieben. Administrativ wurden sie aber unter einem gemeinsamen Amtsvorsteher zusammengefasst.

## Geschichte
Das Amt geht zurück auf landesherrliche Burgen im Herzogtum Schleswig. Die Burgbezirke unterlagen vielen Veränderungen.  1564 wurden die Ämter Sonderburg und Norburg aufgehoben, als Johann der Jüngere seine abgeteilte Herrschaft begründete. Der überschaubare Besitz wurde in den folgenden Generationen weiter geteilt und lieh u. a. der oldenburgischen Nebenlinie Schleswig-Holstein-Sonderburg seinen Namen. Mit dem Erlöschen der verschiedenen Linien wurde die Amtsstruktur schrittweise wieder hergestellt. Ab 1667 umfasste Sonderburg nur Als Sønder Herred (vgl. untere Karte). Eine Erweiterung mit Nybøl Herred fand 1779 statt. Als Nørre Herred (mit Flecken Nordborg) bildete bis 1864 zusammen mit Ærø Herred (mit købstad Ærøskøbing) das Nordborg Amt. 1852 kehrten die eingezogenen Güter der Augustenburger Herzöge zurück.
Das Amt Sonderburg hat eine besonders komplizierte Vorgeschichte, die unter anderem durch die geografische Lage zu erklären ist. Im Erdbuch von König Waldemar II. aus dem Jahre 1231 wurde der westliche, festländische Teil des späteren Kreises als Teil des Ellumsyssel erwähnt und in der Aufzählung der zugehörigen Harden Sundewitt (allerdings ohne Zusatz Harde) genannt. Hierzu gehörte auch das Kirchspiel Warnitz, das bald abgetrennt wurde und zum späteren Amt Apenrade gelegt wurde. Die Insel Alsen wiederum wurde außerhalb der Hardes- und Sysseleinteilung als selbständige Insel aufgezählt.
Ab dem 14. Jahrhundert entwickelten sich um die landesherrlichen Burgen im Herzogtum Schleswig die Ämter, welche fortan die wichtigsten Verwaltungsdistrikte bildeten. Zwei solcher Burgen befanden sich auf Alsen. Die Burg Norburg entwickelte sich zum Zentrum der Nordhälfte der Insel, während das Schloss vor Sonderburg Südalsen und den Sundewitt beherrschte. Auch die östliche Nachbarinsel Ærø geriet unter den Einfluss Norburgs.
Bei den ersten drei Landesteilungen in Schleswig und Holstein 1490, 1523 und 1544 blieben die Ämter Norburg und Sonderburg königlich. Die nächste Teilung 1564 sollte jedoch ein einschneidendes Ereignis in der Geschichte des Gebiets werden. König Friedrich II. musste seinen jüngeren Bruder Johann den Jüngeren (so genannt im Vergleich zu seinem Onkel Johann dem Älteren, der seinerzeit als Herzog in Hadersleben residierte) auslösen. Da die Stände die Huldigung eines weiteren Landesherrn verweigerten. erhielt dieser den Status als abgeteilter Herr. Fortan wurden die Ämter Sonderburg und Norburg (sowie Plön in Holstein) wie ein großer Gutsbezirk geführt. Herzog Johann kaufte sämtliche private Adelsgüter im Bezirk auf und legte viele Freibauernstellen nieder, um die Ländereien zu großen Gutslehen zusammenzufassen. Tatsächlich brachte ihm diese Politik wirtschaftlichen Erfolg. 1581 erhielt er aus dem Nachlass seines kinderlos verstorbenen Onkels Johann des Älteren noch den Besitz des Rüdeklosters bei Flensburg, wo er seine neue Residenz Glücksburg errichtete.
Nach Johanns Tod 1622 zerfiel das abgeteilte Herzogtum in fünf noch kleinere Einheiten, nämlich die Herzogtümer Sonderburg (nur Südalsen), Norburg (nur Nordalsen), Glücksburg (Sundewitt und Besitzungen südlich der Flensburger Förde), Ærø (die gleichnamige Insel) und Plön (die holsteinischen Besitzungen). Nach dem frühen Tod des dortigen Herzogs wurde Ærø 1633 zwischen den Brüdern zunächst viergeteilt. 1667 ging das Sonderburger Stammhaus in Konkurs, und der König zog den Besitz ein, so dass das Amt Sonderburg wieder auferstand. Allerdings sollten zwei Nachfolgelinien dieses Hauses später als Herzöge von Augustenburg bzw. als Glücksburg jüngere Linie (siehe Christian IX.) im 19. Jahrhundert wieder große politische Bedeutung erlangen. 1669 folgte der Zusammenbruch der Norburger Linie, die allerdings bald von Plön übernommen wurde, nach weiteren Teilungen 1729 aber endgültig verschwand, worauf auch das königliche Amt Norburg wieder auferstand. Ærø war 1749 wieder komplett in königlicher Hand, Plön 1761. Nur die ältere Glücksburger Linie hielt sich bis 1779, dann kam auch der Sundewitt mit Ausnahme einiger selbständiger Gutsbezirke wieder an das Amt Sonderburg, der südlich der Förde gelegene Teil mit Glücksburg jedoch an das Amt Flensburg.
Während das Amt Norburg mit Nordalsen und Ærø einigermaßen abgerundet war, verlor das Amt Sonderburg bereits 1764 einen großen Teil des alsischen Besitzungen durch Verkauf an den Herzog von Augustenburg, der diese als selbständige Güterdistrikt führte. Erst 1852, nachdem Herzog Christian August sich im Bürgerkrieg gegen den König gestellt hatte, wurden die Güter eingezogen und wieder dem Amt Sonderburg unterstellt. Obwohl die Ämter Norburg und Sonderburg lange Zeit einen gemeinsamen Amtmann hatten (ab 1850 zusätzlich gemeinsam mit Apenrade), blieben sie bis 1867 eigenständige Gebietskörperschaften. Ærø kam 1864 an das Königreich Dänemark.
Erst drei Jahre nach der Eroberung Schleswigs durch Preußen, bei der die entscheidenden Schlachten von Düppel (18. April 1864) und Arnkiel (Übergang nach Alsen am 29. Juni 1864) auf dem Gebiet des Amtes Sonderburg geführt wurden und die künftige Kreisstadt schwer zerstört wurde, bildete die preußische Verwaltung den einheitlichen Kreis Sonderburg. Obwohl eine Zusammenlegung mit Apenrade eher eine den preußischen Normen entsprechende Einheit geschaffen hätte, beließ man dem Kreis Sonderburg die Eigenständigkeit – wohl nicht zuletzt, um die dortige starke dänische Bewegung besser unter Kontrolle zu halten.
Bei der Volksabstimmung über die staatliche Zugehörigkeit 1920 gehörte das gesamte Kreisgebiet zur Ersten Zone, die mehrheitlich für den Anschluss an Dänemark stimmte. Vor allem auf Alsen stimmten vielerorts 90 % der Einwohner dänisch, während die in den vorigen Jahren stark gewachsenen Kreisstadt mehrheitlich deutsch stimmte. Der Kreis Sonderburg setzte ab dem 15. Juni 1920 als Amt Sonderburg fort, wurde jedoch 1932 mit dem Nachbaramt Apenrade unter gemeinsame Verwaltung gestellt.

## Spätere administrative Einheiten
Mit der Kommunalreform zum 1. April 1970 wurde das Gebiet Bestandteil des neuen Sønderjyllands Amt. Zugleich entstanden folgende Kommunen (auf der Karte in Grüntönen markiert):
- Augustenborg
- Broager
- Nordborg
- Sundeved
- Sydals
- Sønderborg

## Amtsvorsteher
- 1716–1732: Wilhelm Friedrich von Platen
- 1754–1765: Heinrich VI. (Reuß-Köstritz)
- 1805–1819: Frederik August von Linstow
- 1830–1840: Ernst zu Rantzau
- 1840–1846: Carl von Scheel-Plessen